# 나카무라 히토미 (아나운서)

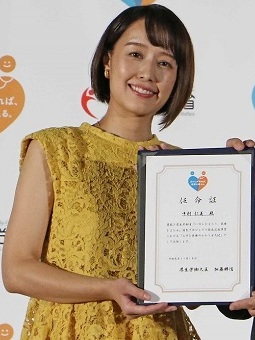
나카무라 히토미 (2019년 11월 18일)

나카무라 히토미(中村仁美)는 일본의 아나운서이다. 아뮤즈 소속. 남편은 사마즈의 오오타케 카즈키.